# Raphaël Ier du Kongo
Raphaël Ier du Kongo (tué  en 1674)  (Nzinga a Nkanga en kikongo et  en portugais D. Rafael I)  Manikongo du royaume du Kongo en mai 1669 et de 1672 à 1674. 

## Règne
Le roi Alvare VIII du Kongo issu du Kanda Kimpanzu avait été  imposé comme roi de juin 1666 à 1669 par Paulo II da Silva comte de Soyo. Sous le prétexte qu'il aurait admis la cession de mines d'or imaginaires au roi de Portugal, il est attaqué, vaincu et tué par Raphaël nouveau marquis de Mpemba  du Kanda Kinlaza qui se proclame roi sous le nom de Raphaël Ier. Le nouveau roi est à son tour déposé par le comte de Soyo protecteur attitré des Kimpanzu qui intervient de nouveau et le remplace par Alvare IX du Kongo. 
Raphaël se réfugie dans le sud du pays à Mbumbi d'où il envoie une ambassade à Luanda et demande la protection du gouverneur Francisco de Tavora. Il obtient l'aide des Portugais qui dépêchent une expédition pour le remettre sur le trône sous le commandement du Capitaine Major  João Soares de Almeida ainsi qu'une force maritime commandée par Luis Ferrera de Macedo.  
Lors de leur première rencontre avec les armées de Soyo, les Portugais sont vainqueurs lors de la Bataille de la Rivière Mbidizi en juin 1670 et le comte Paulo Ier da Silva est tué. Quatre mois plus tard son frère et successeur le comte  Estêvão Ier da Silva , extermine une armée de Portugais le 18 octobre 1670 lors de la bataille de Kitombo .  
Cette défaite ne signifie par la fin du règne de Raphaël Ier qui se maintient  à São Salvador jusqu'à ce qu'il soit attaqué et tué en 1674 par Pedro Nzimba Ntamba du Kanda Mpanzu  qui  s'était  proclamé roi à Lemba (Bula) près de Matadi en même temps qu'un  Nlanza Alphonse II Alphonse s'était également proclamé roi sur les bords de la rivière Ambriz où sa lignée perdure jusqu'en 1693. À sa mort Daniel de Gusmão Ne Myala mya Nswila du Kanda Kimpanzu est élu roi.

## Sources
- (pt) Fernando Campos  « O rei D. Pedro IV Ne Nsamu a Mbemba. A unidade do Congo », dans Africa. Revista do centro de Estudos Africanos, USP  S. Paulo 18-19 (1)  1995/1996..
- (en) John K. Thornton, A history of west central Africa to 1850, Cambridge, Cambridge University Press, 2020, 365 p. (ISBN 978-1-107-56593-7), p. 184